# 無足潘鰍
無足潘鰍為輻鰭魚綱鯉形目鰍科的其中一種，為熱帶淡水魚，分布於亞洲印度蒂斯塔河流域，體長可達3.8公分，棲息在底層水域，生活習性不明。

## 扩展阅读
維基物種上的相關：無足潘鰍